# Bruno Aveillan
Bruno Aveillan (Tolosa, 24 febbraio 1968) è un regista francese.

## Carriera pubblicitaria
Aveillan ha anche girato spot pubblicitari, per Chanel, Acura, Perrier, Audi, Magnum, Lanvin, Paco Rabanne, Lacoste e Lexus. Attualmente è rappresentato, per i suoi spot e videoclip, dalla compagnia Quad productions. Bruno Aveillan vinse un Gold Clio Award e un Gold London International Award per il video di "A Journey" di Louis Vuitton.

## Opere

### Videoinstallazioni
- 2003 - "Minotaur-Ex", Leo Scherr Gallery, Paris
- 2008 - "DIOTOPES", Leo Scherr Gallery, Paris
- 2010 - "W.H.E.A.T.", CAMERA WORK Gallery; Berlin
- 2011 - "MorphoLAB", ART EPICENTRO; Berlin

### Spot pubblicitari
- 1998 - Perrier: "La Foule", Quad
- 1998 - Paco Rabanne: "XS (Excess)", Quad
- 2000 - Nissan: "Anthem", Quad USA / Believe Media
- 2006 - Magnum: "Senses", Quad
- 2005 - Phillip's: "Love Robot", Quad London
- 2008 - Louis Vuitton: "Journey's", Quad
- 2009 - Audi A8 "The Art", Tempomedia, Germany
- 2010 - Shangri La: "It's in our nature", Quad
- 2010 - Samsung: "Epic", Quad USA / Believe Media
- 2010 - Swarovski: "Discover your light", Quad London

### Video musicali
- The Farmer Project Mylène Farmer (2009)
- Dégénération Mylène Farmer (2008)
- Si j'avais au moins...  Mylène Farmer (2009)